# Henryka Bochniarz

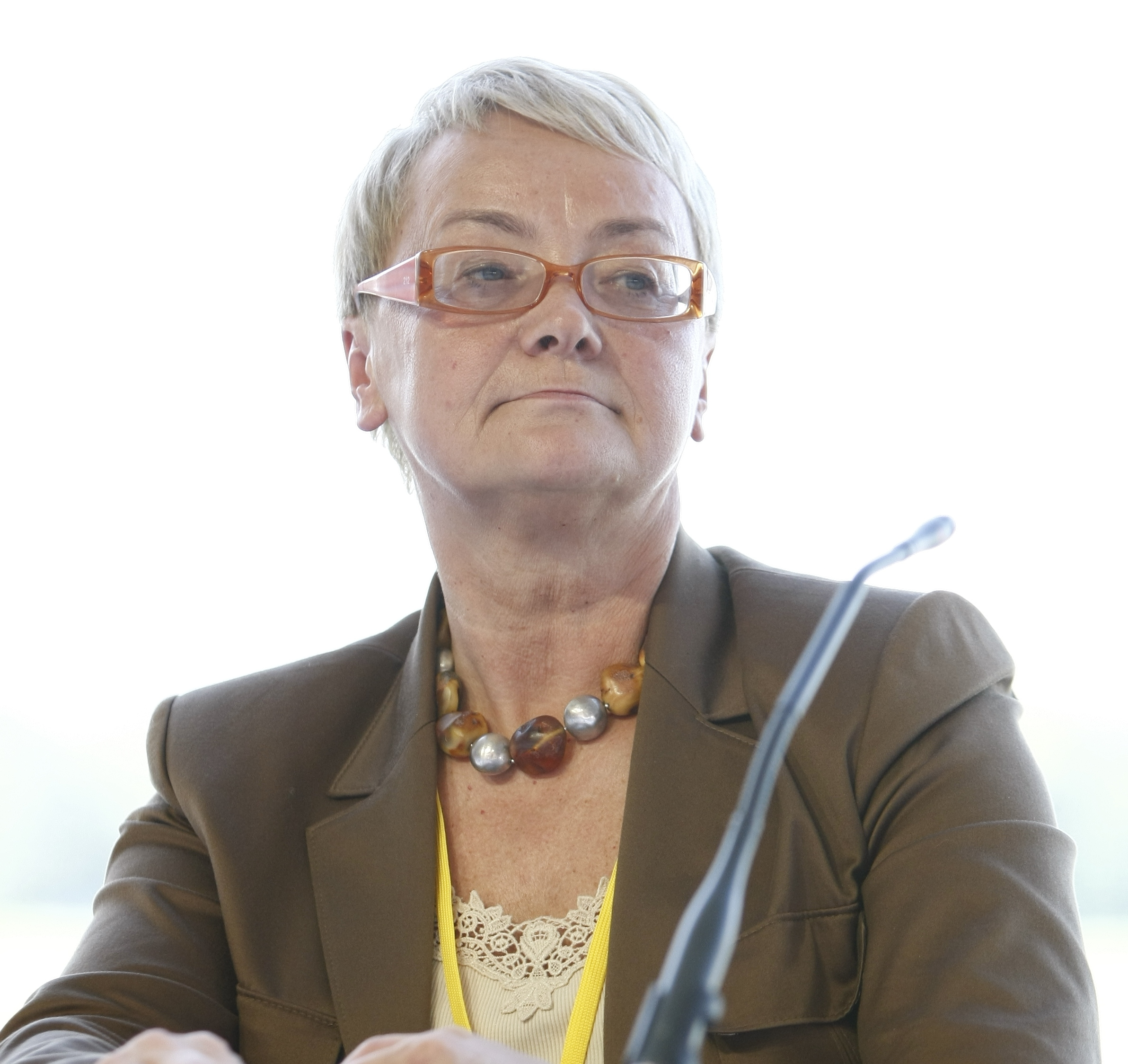
Henryka Bochniarz (2008)

Henryka Teodora Bochniarz ([xɛnˈrɨka tɛɔˈdɔra ˈbɔxɲaʃ], * 29. Oktober 1947 in Świebodzin, Polen) ist eine polnische Volkswirtin. Sie war Industrieministerin Polens und von Januar 1999 bis 2019 Präsidentin des Arbeitgeberverbandes PKPP Lewiatan. Außerdem war sie im Vorstand von Boeing International (einer Division) und in verschiedenen Aufsichtsräten aktiv.

## Ausbildung
Bochniarz hat ihr Studium an der Warschauer Hochschule für Planung und Statistik (SGPiS) an der Fakultät für Außenhandel mit dem Doktor der Ökonomie und einem Beratungszertifikat für Management abgeschlossen. 1985 bis 1987 war sie Stipendiatin der Fulbright Foundation und hat an der University of Minnesota gelesen.

## Berufliche Laufbahn
Sie war von 1971 bis 1990 Dozentin und langjährige wissenschaftliche Mitarbeiterin am Institut für Konjunktur und Preise. Von 1978 bis 1990 gehörte sie der Polnischen Vereinigten Arbeiterpartei (PZPR) an. In der Regierung von Jan Krzysztof Bielecki (12. Januar bis 5. Dezember 1991) war Bochniarz Ministerin für Industrie und Handel. Sie gründete und leitete eines der ersten Consulting-Unternehmen in Polen: Nicom Consulting. Ferner gründete sie die Gesellschaft der Wirtschaftsberater (Stowarzyszenie Doradców Gospodarczych) in Polen. Von Juni 1996 bis Oktober 1999 war sie die Vorsitzende des Polnischen Businessrats. Seit Januar 1999 ist sie die Vorsitzende des Arbeitgeberverbandes Lewiatan, einer Nicht-Regierungsorganisation, die den Status eines Sozialpartners besitzt. Bochniarz ist Vizechefin der Dreiseitigen Kommission für Soziales und Wirtschaft sowie des Komitees für Gute Praktiken (Komitet Dobrych Praktyk).
Henryka Bochniarz führte wichtige Privatisierungsprojekte in Polen. Sie gehört mehreren Aufsichtsräten an. Dazu zählen die Versicherung Commercial Union, die IT-Gesellschaft ComputerLand, der Privatsender TVN, die Mediengruppe ITI und die Investmentfondsgesellschaft WGI – Towarzystw Funduszy Inwestycyjnych.
Im Juni 2006 kam Henryka Bochniarz in den Vorstand von Boeing International, mit Zuständigkeit für Ostmitteleuropa. Diesen Posten hatte sie bis 2014 inne.

## Internationale Tätigkeit
Bochniarz ist Mitglied des größten Arbeitgeberverbandes der EU UNICE, des Executive Bureau UNICE (einer Gruppe von zehn Präsidentinnen, Präsidenten und Generaldirektoren des UNICE), welches die UNICE kontrolliert und Schlüsselentscheidungen trifft. Sie gehört der im Jahr 2000 von der Europäischen Kommission einberufenen Enterprise Policy Group an, die die EU in wirtschaftspolitischen Fragen berät. Außerdem arbeitet sie beim Beratenden Ausschuss der Wirtschaft bei der OECD mit, einer Beratungsorganisation beim OECD, wo sie die Unternehmer der OECD-Länder vertritt. Bochniarz ist ferner Mitglied der von der Weltbank einberufenen Beratergruppe Private Sector Advisory Group sowie Vorsitzende des Polnisch-Japanischen Wirtschaftsausschusses.

## Soziale Tätigkeit
Henryka Bochniarz ist Vizevorsitzende der „Stanisław Ignacy Witkiewicz“-Stiftung, welche das Zakopane-Theater von Witkacy fördert und den Literaturpreis Nike mit finanziert. Sie arbeitet im Rat der Stiftung für Junges Unternehmertum mit, welche Kinder und Jugendliche auf das Leben in der Marktwirtschaft und in der Bürgergesellschaft vorbereitet.

## Auszeichnungen
Bochniarz erhielt den Kisiel-Preis 1998, den Preis der Frauenzeitschrift Pani „Investition der Herzen“ (2000) und den Preis „Styl Życia“ (2002) für ihre Art zu vermitteln. 2003 wurde sie mit dem Andrzej-Bączkowski-Preis für ihren Beitrag zur Entwicklung des sozialen Dialogs in Polen und ihr Wirken über politische Gräben hinweg geehrt. Sie erhielt ferner den Titel „Frau des Erfolges vom Ermland und den Masuren“ vom „Internationalen Frauenforum“ in Olsztyn (Allenstein, 2005). 2004 bekam sie das Kommandeurskreuz Polonia Restituta. Im Jahr 2008 wurde sie in die "Ehrengalerie der polnischen Volkswirtschaft" (Galeria Chwały Polskiej Ekonomii) aufgenommen. 2010 wurde ihr der japanische mehrfarbige Orden der Aufgehenden Sonne am Band verliehen.

## Veröffentlichungen
Bochniarz hat viele Artikel über Ökonomie und Analysen zu sozialen und wirtschaftlichen Fragen verfasst. 2003 gab sie mit Jacek Santorski, das Buch „Sei du selbst und gewinne – 10 Tipps für die aktive Frau“ (Bądź sobą i wygraj – 10 podpowiedzi dla aktywnej kobiety) ISBN 83-89291-34-7 verfasst.
Sie ist Mitunterzeichnerin des Briefes der 100 Frauen an das Europäische Parlament, in dem es um eine Debatte über die Lage der Frauen in Polen geht.

## Präsidentenwahlen 2005
Am 4. Juni 2005 hat sich Henryka Bochniarz als Kandidatin für die Präsidentenwahlen in Polen aufstellen lassen. Dabei hat sie die Demokratische Partei (Partia Demokratyczna – demokraci.pl) unterstützt, der sie nicht angehört. Sie wurde von 188.598 Personen gewählt und hat damit 1,26 Prozent aller abgegebenen Stimmen (7. Platz) erreicht. Für den zweiten Wahlgang rief sie ihre Wähler dazu auf, für Donald Tusk zu stimmen.